# Jana Ina & Giovanni – Pizza, Pasta & Amore
Jana Ina & Giovanni – Pizza, Pasta & Amore ist eine deutsche Reality-Show mit der Moderatorin und Model Jana Ina und ihrem Ehemann und Ex-Bro’Sis-Mitglied Giovanni Zarrella. Es ist das Nachfolgeformat von Jana Ina & Giovanni – Wir sind schwanger und lief vom 14. Januar bis zum 24. Februar 2010 auf ProSieben.

## Geschichte
In Jana Ina & Giovanni – Pizza, Pasta & Amore wird das Promi-Paar Jana Ina und Giovanni Zarrella in sieben Folgen beim Eröffnen ihres eigenen Restaurants von ProSieben begleitet. “Meine Großeltern hatten Restaurants, meine Eltern führen ein Restaurant, meine Schwester und weitere Familienmitglieder sind ebenfalls in dem Geschäft. Gastronomie hat in meiner Familie einfach eine lange Tradition. Es war schon immer ein Traum von mir, in die gleichen Fußstapfen zu treten. Jetzt erfülle ich mir endlich diesen Wunsch!”, erzählte Giovanni Zarrella. Die Sendung handelte größtenteils von der Eröffnung des eigenen Restaurants. Die Sendung beginnt bei einer Grillparty des Paares. Seit der Geburt des ersten Sohnes ist für die Familie ihre Wohnung zu klein geworden. Darum berichtet Giovanni seinem Freund Salvatore Zimotti unter vier Augen von seinen Umzugsplänen nach München, um näher bei seinen Eltern zu sein. Mit der ahnungslosen Jana Ina, die an ein Liebeswochenende glaubt, fliegt er nach München. Als Jana Ina dort den wahren Grund für die Reise erfährt, ist sie wenig begeistert von den Plänen ihres Ehemannes. Trotzdem trifft sich das Promi-Paar mit einem Immobilienmakler. Sie schauen sich zwei Immobilien an. Das erste ist ein unfertiges Loft in Schwabing, welches für das Paar aber nicht in Frage kommt. Das zweite ist eine Villa am Starnberger See, von der beide begeistert sind. Anschließend besucht das Paar das Münchener In-Restaurant „H'ugo's“, wo Giovanni auf die Idee kommt, selber ein eigenes, italienisches Restaurant zu eröffnen. Zurück in Köln geht auch Jana Ina auf Wohnungssuche. In der Zeitung hat sie ein paar Immobilien in Köln gefunden und ohne das Wissen ihres Ehemannes ein paar Termine ausgemacht. Auch hier schaut sich das Paar ein 5-Zimmer-Luxus-Loft an. Schließlich einigen sich die Zarrellas darauf, in Köln zu bleiben, unter der Voraussetzung, dass Giovanni dort ein eigenes Restaurant aufmachen kann. Mit seinem Freund Alfredo Cannizzaro baut er dessen Familienrestaurant „Bajazo“ komplett um. Auf der Suche nach dem zukünftigen Personal veranstalten sie mit Giovannis Vater Bruno ein „Bardamen Casting“, bei dem zwei Bewerberinnen ausgewählt werden. Für die Speisekarte werden prominente Paten für angebotene Pizzen gefunden wie Some & Any, Lucy Diakovska, Michelle Leonard und Annemarie Carpendale.
Den zweiten Schwerpunkt bildet der berufliche und private Alltag des Promi-Paares. Die Zarrellas werden beim Junggesellenabschied und bei der Hochzeit von Giovannis besten Freund Salvatore begleitet, beim Umzug in die neue Wohnung und, wie Giovanni seine Ehefrau mit einem Blumenbeet überrascht. Weiterhin sieht man Giovanni bei einem Konzertauftritt beim REWE-Festival und, wie er mit Michelle Leonard und Alexander Geringas an dem Titellied I Can´t Dance Alone arbeitet, welches er mit seinem ehemaligen Bandkollegen Ross Antony aufnahm. Jana Ina absolviert ein Dessous-Shooting in Hamburg und stellt ihre erste eigene Schmuckkollektion in einem Showroom in Düsseldorf vor. Mit Ross Antony sammelt sie in den Kölner Arcaden Spenden für eine Operation von Gemison, einem 10-jährigen Jungen aus Brasilien mit Fehlstellungen der Füße. Mit ihrer Kollegin Monica Ivancan besucht sie dort den Jungen, und sie unterstützten ihn bei seiner Operation. In Brasilien nimmt Jana Ina an einem Moderatoren-Casting für eine Talkshow des brasilianischen TV-Senders „Rede Bandeirantes de Televisão“ (auch bekannt unter dem Namen “BAND”)  teil.
Die Sendung endet nach sieben Folgen mit der Eröffnung des Restaurants „Settantotto“ in Köln-Rodenkirchen, zu der prominente Freunde des Paares eingeladen sind.